# Axion
Een axion is een hypothetisch elementair deeltje dat in 1977 is gepostuleerd om de schending van de CP-symmetrie door de zwakke kernkracht te verklaren, maar waarmee later ook is geprobeerd de samenstelling van de donkere materie te kunnen beschrijven.
- G Schilling. The Elephant in the Universe, 2022. vertaald in het Nederlands ISBN 9780674248991